# Comuna Novosilkî, Zdolbuniv
Novosilkî (în ucraineană Новосілки) este o comună în raionul Zdolbuniv, regiunea Rivne, Ucraina, formată din satele Novosilkî (reședința) și Troian.

## Demografie
Componența lingvistică a comunei Novosilkî
     Ucraineană (99,12%)
     Alte limbi (0,71%)
Conform recensământului din 2001, majoritatea populației comunei Novosilkî era vorbitoare de ucraineană (99,12%), existând în minoritate și vorbitori de alte limbi.